# Дулсе Марија
Дулсе Марија Еспиноса Савињон (шп. Dulce María Espinosa Saviñón; Мексико Сити, 6. децембар 1985. Мексико) мексичка је певачица, глумица и композиторка.

## Музичка каријера
Године 1996. Дулсе се придружила Мексичкој музичкој групи K.I.D.S., која је била веома популарна међу децом у Мексику. Издали су два хит сингла La mejor de tus sonrisas и Prende el switch.
Године 1999, Дулсе је напустила групу из приватних разлога. Након напуштања групе K.I.D.S.., Дулсе и њен тадашњи дечко, Данијел Хабиф, такође бивши члан групе K.I.D.S., одлучили су да оснују сопствену групу D&D. Снимили су пет песама, али из непознатих разлога они раскидају. Почетком 2000. године, Дулсе замењује Angie у Jeans, женској Латино поп групи. Групу је напустила после две године због проблема са менаџером.
Дулсе је почела да глуми у теленовелама и добила је једну од главних улога у Rebelde. Од серије Rebelde је настала група RBD. RBD је објавио 9 студијских албума, укључујући албуме на шпанском, португалском и енглеском језику. Заједно су продали више од 20 милиона примерака широм света, имали су турнеје широм Мексика, Јужне Америке, Србије, Румуније, Сједињених Америчких Држава и Шпаније. Дана 15. августа 2008. RBD су објавили поруку говорећи фановима да су одлучили да се разиђу. Имали су последњу турнеју Gira Del Adios World Tour која се завршила 2008. године. Дана 25. новембра 2008. године, Дулсе је сарађивала са Тизианом Фером и Анаи на песми El Regalo Màs Grande. Након распада групе RBD, Дулсе је потписала уговор са дискографском кућом Universal Music и најавила да ће се почети снимање у 2009. години, као соло уметник.
Године 2009. снимила је све песме за теленовелу, Verano de Amor, El Verano и Déjame Ser. Дулсе је такође сарађивала са Akonom, ремикс за његову песму Beautiful. Они су касније извели песму заједно 2009. године на радио концерту El Evento 40.
Дулсе Марија је објавила први сингл 17. маја, Inevitable а видео-спот 24. маја. Њен соло албум је требало да изађе 7. септембра али је датум промењен због снимања неких нових песама. Албум Extranjera Primera Parte је објављен 9. новембра 2010. године. Изненађење је било што ће се албум састојати од два дела. Дулсе Марја је најавила други сингл Ya No који ће се наћи на другом делу албума.

## Глумачка каријера
Дулсе је глумила у тинејџерским теленовелама као што су El Juego de la Vida и Clase 406. У Clase 406 је глумила заједно са Алфонсом Ерером, Анаи и Кристијаном Чавезом, који су касније постали чланови бенда RBD. Године 2004, је добила једну од главних улога у теленовели Rebelde, Мексичком римејку аргентинске теленовеле Rebelde Way. Дулсе је глумила Роберту Пардо, ћерку познате Мексичке певачице. Теленовела Rebelde је била хит широм света и имала је више од 400 епизода.
Године 2006. Дулсе је добила награду за најбољу младу глумицу (Rebelde). Заједно са осталим члановима бенда је снимила ситком RBD: La Familia. Улогу у теленовели Verano de amor је добила 2009. године, у којој је играла лик Миранде.
У априлу 2010. године Дулсе је играла главну улогу у филму Alguien Ha Visto A Lupita?.
Године 2009. Дулсе је гостовала у трећој сезони серије Mujeres asesinas, у епизоди (Eliana, cuñada), са Себастијаном Зуритом и Фернандом Кастиљо.
Године 2013. добила је улогу у филму Quiero Ser Fiel и серији Mentir para vivir.

## Приватни живот
Од 2002. до краја 2005. године Дулсе и њен колега из бенда RBD Алфонсо Ерера су били у вези. Године 2006. је започела везу са Мексичким фудбалером Гиљермом Очоом. Раскинули су после годину дана. Те године је такође била изабрана од стране часописа Quién као једна од најлепших у 2006.
Године 2007. као и 2010. часопис People En Español је ставио на листу 50 најлепших жена. Године 2007. Дулсе је објавила Dulce Amargo, књигу поема и прича.
Године 2009. Дулсе је била у вези са Паблом Лејлом, који је са њом глумио у теленовели Verano de Amor. Раскинули су после 10 месеци.
Дулсе је основала фондацију Dulce Amanecer која прикупља средства за оне којима је помоћ потребна. Тако је Дулсе учествовала у прикупљању средстава за Хаити и Чиле при страшним потресима који су се тамо догодили.

## Филмографија

### Теленовеле
| Година:      | Српски назив: | Оригинални назив: | Улога:                                |
| ------------ | ------------- | ----------------- | ------------------------------------- |
| 2015 - 2016. | /             |                   | Рената                                |
| 2013.        | /             |                   | Жаклина "Жаки"                        |
| 2012.        | /             |                   | Дулсе Марија (специјално појављивање) |
| 2012.        | /             |                   | Дулсе Марија (специјално појављивање) |
| 2009.        | /             |                   | Миранда Переа Олмос                   |
| 2004 — 2006. | Бунтовници    |                   | Роберта Пардо Реј                     |
| 2002 — 2003. | Луде године   |                   | Марсела Мехија                        |
| 2002.        | /             |                   | Сами                                  |
| 2000 — 2001. | /             |                   | Бритни                                |
| 2000.        | /             |                   | Химена                                |
| 1999.        | /             |                   | Мари Сехитас                          |
| 1999.        | /             |                   | Даријана Валдивија (као девојчица)    |
| 1999.        | Есперанса     |                   | Силвија (као девојчица)               |
| 1998.        | /             |                   | Росио Медина (као девојчица)          |
| 1995.        | /             |                   | Елвира (као девојчица)                |
| 1995.        | Алондра       |                   | Марија Елиса (као девојчица)          |
| 1995.        | /             |                   | Делфина (као девојчица)               |

### Филмови
| Година: | Српски назив: | Оригинални назив: | Улога:                  |
| ------- | ------------- | ----------------- | ----------------------- |
| 2013.   | /             |                   | Карла Мартин            |
| 2011.   | /             |                   | Лупита                  |
| 2010.   | /             |                   | Леа                     |
| 2007.   | /             |                   | Моли Кокату (само глас) |
| 2000.   | /             |                   | Алешаи                  |
| 1999.   | /             |                   | Лорена                  |
| 1994.   | /             |                   | Лусија                  |

### ТВ серије
| Година: | Српски назив: | Оригинални назив: | Улога:       |
| ------- | ------------- | ----------------- | ------------ |
| 2010.   | /             |                   | Елијана      |
| 2007.   | /             |                   | Дул          |
| 2005.   | /             |                   | Дулсе Марија |
| 1993.   | /             |                   | /            |
| 1993.   | /             |                   | /            |

## Дискографија

### Студијски албуми
| Година: | Назив: |
| ------- | ------ |
| 2011.   |        |
| 2010.   |        |

### Синглови
| Година: | Назив: |
| ------- | ------ |
| 2012.   |        |
| 2011.   |        |
| 2010.   |        |
| 2010.   |        |
| 2009.   |        |
| 2009.   |        |

### Сарадња
| Година: | Назив: |
| ------- | ------ |
| 2013.   |        |
| 2012.   |        |
| 2011.   |        |
| 2010.   |        |
| 2010.   |        |
| 2010.   |        |
| 2009.   |        |
| 2009.   |        |

## Награде и признања
2012,2013 - Часопис Glam'mag именовао је за најсексипилнију жену на свету.
Магазин Максим прогласио ју је 2011. године за једну од најсекси жена у галаксији. Часопис CARAS навео ју је 2012. године као једну од "20 најлепших“.